# Gamaran
Gamaran (我間乱, Gamaran) est un shōnen manga écrit et illustré par Yōsuke Nakamaru. Il est prépublié dans le magazine Weekly Shōnen Magazine de l'éditeur Kōdansha entre mai 2009 et juin 2013, et vingt-deux tomes sont sortis. La version française est publiée par Kana depuis octobre 2012.
Une suite intitulée Gamaran : Le Tournoi ultime (我間乱 ―修羅―, Gamaran Shura) est publiée de mars 2018 à février 2025 dans le Magazine Pocket. La version française est publiée par Kana depuis août 2019.

## Synopsis
Fin de l'ère Edo. Une région est devenue le lieu de rassemblement privilégié des adeptes d'arts martiaux. Le nom de cette région est Unabara, l'antre des démons. Naosata Washizu, le seigneur d'Unabara, a décidé d'organiser une gigantesque compétition d'arts martiaux pour déterminer qui est le plus fort. Celui de ses 31 fils qui saura trouver l'expert en arts martiaux le plus fort deviendra son successeur. Naoyoshi Washizu, le 27e fils du seigneur, part à la recherche du légendaire Jinsuke Kurogane, dont on dit qu'il a tué 1000 adeptes d'arts martiaux. Mais Jinsuke Kurogane semble avoir disparu et Naoyoshi va rencontrer Gama, le dernier élève de l'école Ogame. C'est finalement Gama qui va accompagner le 27e fils du seigneur d'Unabara à la Grande compétition. Une histoire pleine de promesses et de combats.

## Personnages

### École Ogame
Gama Kurogane (黒鉄我間, Kurogane Gama)
Fils de Jinsuke, très talentueux au katana et qui veut le tuer. Parmi les cinq voies de l'école Ogame, sa spécialité est le kata de la foudre, rapide comme l'éclair.
Iori Sengoku (千石伊織, Sengoku Iori)
Maître de Gama très talentueux au katana et ancien élève de Jinsuke.
Zenmaru Ichinose (一ノ瀬善丸, Ichinose Zenmaru)
Condisciple de Gama plus âgé. Suivant la voie du feu, sa spécialité est le kata Kagutsushi, la deuxième technique Ogame et fait partie de la très connue famille Ichinose.
Shinnojô Sakura (桜 真ノ丞, Sakura Shinnojō)
Condisciple et aîné de Gama, il suit la voie de l'eau. Sa spécialité est le kata du dragon aquatique, la quatrième technique Ogame.

## Manga
Gamaran est prépublié dans le magazine Weekly Shōnen Magazine de l'éditeur Kōdansha entre mai 2009 et juin 2013, et vingt-deux tomes sont commercialisés. La version française est publiée par Kana depuis le 5 octobre 2012.
La suite intitulée Gamaran : Le tournoi ultime (我間乱 ―修羅―, Gamaran Shura) est publiée de mars 2018 à février 2025 dans le Magazine Pocket,. La version française est publiée par Kana depuis août 2019.